# セキトール

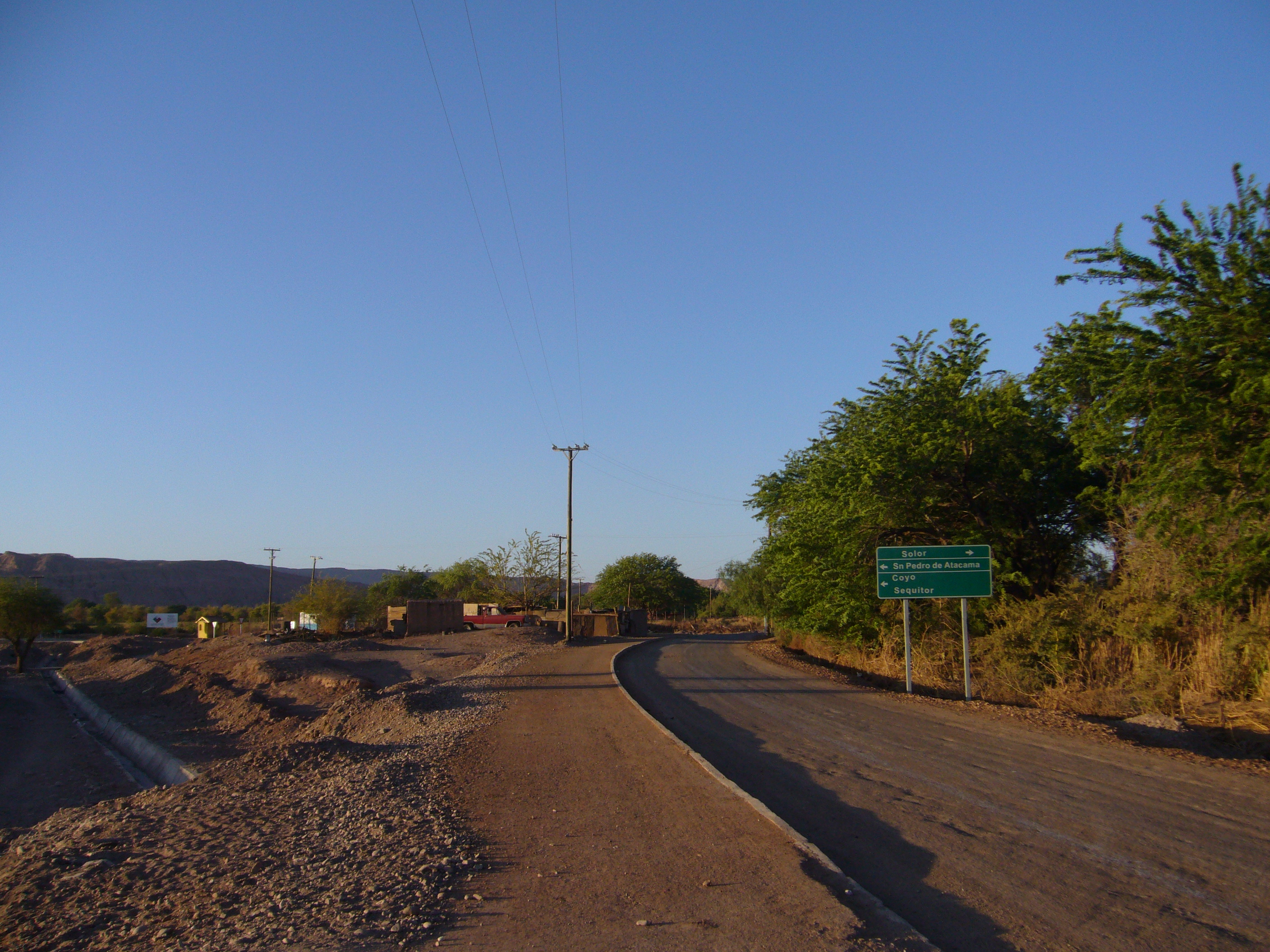
セキトール

セキトール(Sequitor)は、チリ共和国、サンペドロ・デ・アタカマ市にあるアイージョ(ayllo)の一つ。サンペドロ・デ・アタカマの南側に位置し、サンペドロ谷の周辺のアイージョの共同体に所属している。
気候は極めて乾燥しているが、住民は主に農業と牧畜を営んでいる。主な農業生産物は、リャマやアルパカ、馬、ロバ、羊、山羊などに与えるためのアルファルファやトウモロコシである。また、米に似たキノアと呼ばれる穀物も栽培される。
サンペドロ・デ・アタカマ周辺は、天文学関連の施設が多く建設されている。これらのうちいくつかのプロジェクトはセキトールにベースを設置している。